# Pandanus nobilis
Pandanus nobilis är en enhjärtbladig växtart som beskrevs av Eduardo Quisumbing y Argüelles och Elmer Drew Merrill. Pandanus nobilis ingår i släktet Pandanus och familjen Pandanaceae. Inga underarter finns listade.